# 최익성 (1972년)
최익성(崔益城, 1972년 2월 11일 ~ )은 전 KBO 리그 SK 와이번스의 외야수이자 한국야구독립리그 저니맨 외인구단의 구단주였으며,  한국독립야구연맹 사무총장이였다.

## 선수 시절

### 삼성 라이온즈시절
경주고등학교, 계명대학교 사회체육학과(1990학번)를 졸업하고 1994년 삼성 라이온즈에 신고선수로 입단하였던 그는 6개월 단기사병으로 군 복무를 한 후 백인천 감독이 삼성 라이온즈의 지휘봉을 잡고 있었던 1997년에 두각을 나타내 최전성기를 누렸으며, 이 해에 22홈런(공동 7위)과 33도루(5위)로 20-20 클럽에 가입한 적이 있다.

### 한화 이글스시절
그러나 이듬해 강동우의 등장과 2군 시절 코치였던 서정환 감독과의 불화로 인해 주전에서 밀려 1999년 투수 노장진을 상대로 한화 이글스로 트레이드되었다. 1999년 한국시리즈 1차전에서 대타로 나와 가득염을 상대로 투런홈런을 쳐 우승에 기여하였다.

### LG 트윈스시절
무려 6번이나 팀을 옮겨 다녀 역대 최다 트레이드 기록을 갖고 있다. 2000년에는 선수협 사태에 휘말리며 LG 트윈스로 트레이드되었다.

### KIA 타이거즈시절
2001년에는 홍현우의 보상 선수로 해태 타이거즈로 이적하여 시즌 중 구단의 모기업이 바뀌었는데 삼성에서의 마지막 시절 감독이자 본인(최익성)의 타격폼 문제를 놓고 본인과 마찰을 빚은  서정환이 그 당시 기아에서 2군 코치를 역임했던 터라 또다시 꼬이기 시작했다.

### 현대 유니콘스시절
2002년 시즌 중 현대 유니콘스로 이적했는데 이적 첫 해에는 좌투수 전문 타자로 비교적 선전했으나 다음 해인 2003년에는 부상 때문에 성적이 떨어졌고 그나마 같은 해  한국시리즈를 앞두고 2군에서 어린 선수들과 똑같이 숙소생활을 하며 야간훈련까지 했지만 엔트리에 끼지 못했다.

### 삼성 라이온즈복귀
2004년에 친정 팀에 다시 돌아오기도 했으나 타격폼 문제 때문에 코치들로부터 지적받아  방출당했다.

### SK 와이번스시절
2005년에 SK 와이번스로 옮겼으나 박재홍(KIA에서 이적) 김재현(LG에서 FA로 이적) 이진영 등에게 밀려 설 자리를 잃자  시즌 후 SK 와이번스에서 방출, 현역에서 은퇴하게 되어 두산 베어스와 롯데 자이언츠를 제외한 모든 팀에서 뛰었다. 그런 중에도 한화 이글스에서 유일하게 1999년 한국시리즈 우승을 경험하였다. 전 삼성 라이온즈 선수였던 동봉철과 이동수 선수처럼 팀 이적이 잦았던 '저니맨(Journeyman)'형 선수였다.

## 야구선수 은퇴 후
2009년에 강남구 압구정동에서 소주방을 운영하며, MBC의 주말 특별기획 드라마 2009 외인구단에도 출연했다.
2010년에는 자신의 야구 인생을 담은 져니맨을 썼다. 그렇게 자신이 출판사도 만들었는데 현재 그가 사장인 RJ 컴퍼니이다.
2011년에는 자신의 운동 노하우를 담은 '밴드 운동법'책인 '밴드 테라피, 기적의 10분 0.0069'를 썼다. 2012년에는 강남구 신사동에 저니맨 야구육성 사관학교를 열었으며, 민경수가 LG에서 방출당한 후 그의 손을 거쳐 갔다.
2016년 말 새로운 독립야구단 저니맨 외인구단의 대표로 임명되었다.

## 출신 학교
- 경주중학교
- 경주고등학교
- 계명대학교 사회체육학과(1990학번)

## 프로 통산 기록
| 연도 | 소속     | 타율  | 경기 | 타수 | 득점 | 안타 | 2루타 | 3루타 | 홈런 | 루타수 | 타점 | 도루 | 도실 | 볼넷 | 사구 | 삼진 | 병살 | 실책 |
| ---- | -------- | ----- | ---- | ---- | ---- | ---- | ----- | ----- | ---- | ------ | ---- | ---- | ---- | ---- | ---- | ---- | ---- | ---- |
| 1994 | 삼성     | 0.000 | 1    | 1    | 0    | 0    | 0     | 0     | 0    | 0      | 0    | 0    | 0    | 0    | 0    | 0    | 0    | 0    |
| 1995 | 삼성     | 0.000 | 3    | 3    | 0    | 0    | 0     | 0     | 0    | 0      | 0    | 0    | 0    | 0    | 0    | 1    | 0    | 0    |
| 1996 | 삼성     | 0.252 | 57   | 131  | 18   | 33   | 7     | 0     | 4    | 52     | 16   | 3    | 5    | 12   | 7    | 21   | 2    | 1    |
| 1997 | 삼성     | 0.296 | 122  | 480  | 107  | 142  | 25    | 2     | 22   | 237    | 65   | 33   | 5    | 61   | 18   | 81   | 6    | 2    |
| 1998 | 삼성     | 0.262 | 110  | 374  | 74   | 98   | 15    | 0     | 13   | 152    | 42   | 20   | 5    | 43   | 23   | 62   | 2    | 1    |
| 1999 | 한화     | 0.288 | 68   | 163  | 31   | 47   | 10    | 0     | 9    | 84     | 26   | 11   | 4    | 11   | 7    | 34   | 4    | 4    |
| 2000 | LG       | 0.257 | 64   | 183  | 21   | 47   | 13    | 1     | 2    | 68     | 30   | 7    | 2    | 22   | 8    | 34   | 6    | 2    |
| 2001 | 해태 KIA | 0.252 | 60   | 143  | 24   | 36   | 8     | 1     | 4    | 58     | 9    | 6    | 1    | 18   | 8    | 25   | 7    | 0    |
| 2002 | 현대     | 0.280 | 45   | 75   | 10   | 21   | 1     | 0     | 1    | 25     | 8    | 2    | 1    | 11   | 4    | 15   | 0    | 0    |
| 2003 | 현대     | 0.191 | 33   | 47   | 9    | 9    | 2     | 1     | 1    | 16     | 5    | 0    | 0    | 8    | 1    | 9    | 1    | 1    |
| 2004 | 삼성     | 0.125 | 18   | 16   | 2    | 2    | 1     | 0     | 0    | 3      | 3    | 0    | 0    | 2    | 1    | 6    | 0    | 0    |
| 2005 | SK       | 0.214 | 40   | 70   | 13   | 15   | 1     | 1     | 4    | 30     | 12   | 3    | 0    | 12   | 1    | 16   | 3    | 0    |
| 통산 | 12시즌   | 0.267 | 621  | 1686 | 309  | 450  | 83    | 6     | 60   | 725    | 216  | 85   | 23   | 200  | 78   | 304  | 31   | 11   |

## 미디어
- MBC - TV 사과나무 출연 및 방송